# Fabien Paschal
Fabien Paschal (Créteil, 17 aprile 1991) è un cestista francese.